# جيانا عنيد
جيانا عنيد (ولدت في 30 نوفمبر 1988-) هي ممثلة سورية.

## مسيرتها الفنية
بدايتها كانت بمسرح الهواة وقد حازت على جائزة أفضل ممثلة في مهرجان الشام المسرحي الثالث عام 2008 عن دور «دليلة» بمسرحية «تشيللو»، ثم إلتحقت بالمعهد العالي للفنون المسرحية، وقد شاركت في أكثر من 30 مسلسل تليفزيوني أهمها، «أهل الراية» عام 2008، و«شيفون» و «بقعة ضوء 8» عام 2011. عندما شاركت بمسلسل خاتون عام 2016 حلقت شعرها بالكامل.

## من أعمالها

### في السينما
- (2012) ناموسينما
- (2013): سلم إلى دمشق بدور «زينة»
- (2017): طريق النحل

### في المسرح
شاركت في عدة أعمال مسرحية كـ:
- تشيلو
- بانتظار المطر

### في التلفزيون
- (2008) أهل الراية
- (2011) شيفون
- (2011) بقعة ضوء 8
- (2012) ما بتخلص حكايتنا
- (2013) قمر الشام
- (2013) حائرات
- (2014) الغربال 1
- (2014) وجوه وراء الوجوه
- (2015) دنيا 2
- (2015) شهر زمان
- (2015) الغربال 2
- (2016) عابرو الضباب
- (2016) عطر الشام
- (2016) بقعة ضوء 12
- (2016) سليمو وحريمو
- (2016) الندم
- (2016) خاتون 1
- (2017) وردة شامية
- (2017) خاتون 2
- (2017) عطر الشام 2
- (2017) أهل الغرام 3
- (2018) رائحة الروح
- (2018) عطر الشام 3
- (2019) غفوة القلوب
- (2019) عطر الشام 4
- (2020) أحلى أيام
- (2020) مقابلة مع السيد آدم
- (2023) مقابلة مع السيد آدم الجزء الثاني